# Agence France-Presse
Agence France-Presse (AFP) er et fransk nyhedsbureau grundlagt i Paris i 1835 under navnet Agence Havas af Charles-Louis Havas, som sidenhen indførte fremstillingen af ensartede nyhedstelegrammer til bureauets kunder. 
Havas deltog sammen med Bernhard Wolff og Paul Julius Reuter i forhandlingerne af Paris-aftalen i 1859. Efter 2. verdenskrig skiftede bureauet navn til Agence France-Presse. I dag er det Frankrigs nationale nyhedsbureau og beskæftiger 2.300 medarbejdere.